# Абу Аббас Ахмад I
Абу Аббас Ахмад I (араб. أبو العباس أحمد العاقل; д/н — серпень 1463) — 19-й султан Держави Заянідів в 1431—1462 роках.

## Життєпис
Син султана Абу Хамму II. Про дату народження та молоді роки відомостей обмаль. 1431 року поставлений хафсідським володарем Абу Фарісом аль-Мутавакілем новим султаном Держави Заянідів.
Напочатку багато зробив для відновлення міцності влади, відродження міст (звів декілька мечетей у Тлемсені й Орані), ремесел та торгівлі. Втім поступово втратив вплив на арабські й берберські племена, що почали повстання та грабунки на торгівельних шляхах. 1435 року проти султана повстав Абу Ях'я з Заянідів. Але у битві біля Тлемсену Абу Аббас Ахмад завдав повсталим поразки. Абу Ях'я втік до Орану, де захопив владу.
1437 року повстав внучатий небіж — Абу Абдаллах Мухаммад, на бік якого перейшов впливовий арабський клан бану-амар. 1439 року загін Абу Заян Мухаммада аль-Мустаїна (онука султана Абу Табіта II), захопив Алжир. Сам Абу Абдаллах Мухаммад зайняв важливі міста Мітіджа й Медеа. Невдовзі під владою повсталих опинилися важливі міста Міліана і Тенес. Фактично султан Абу Аббас Ахмад втратив владу над центральними і східними областями.
1440 року внаслідок повстання в Алжирі загинув шейх бану-амар. Слідом за цим частина племен відійшли від Абу Абдаллаха Мухаммада. 1446 року в Тлемсені було придушено заколот небожа султана — Ахмада ібн ан-Насіра. Наслідком цього стало зведення укріплень навколо султанського палацу Аль-Мешуар. 1448 року вдалося відвоювати Оран в Абу Ях'ї, що втік до Тунісу.
1461 року Абу Абдаллах Ахмад поступово підкорив західні землі держави, зайняв Оран і підійшов до Тлемсену. Султан не зміг організувати оборону й лютого 1462 року втік з міста. Невдовзі Абу Аббас Ахмад було схоплено й заслано до Гранади.
1463 року колишній султан повернувся, зібрав військо з арабів і берберів-зената, з яким підійшов до Тлемсену, але у вирішальній битві зазнав поразки й загинув у серпні (за різними відомостями, 1 або 29) 1463 року.